# Кулигин, Константин Николаевич
Кулигин Константин Николаевич (27 ноября 1899, Посолодино, Санкт-Петербургская губерния — 12 июня 1957, Ленинград) — советский кораблестроитель, главный инженер нескольких судостроительных заводов, главный строитель эсминцев и легких крейсеров, участник Великой Отечественной войны, лауреат Сталинской премии (1951).

## Биография
Родился 27 ноября 1899 года селе Посолодино Лужского уезда в семье сельского священника. В 1917 году окончил гимназию с медалью и поступил на кораблестроительный факультет Петроградского политехнического института. В 1919—1920 годах служил техником в Красной Армии. Осенью 1920 года откомандирован для продолжения учёбы в ППИ, окончил институт в 1926 году.
Ещё будучи студентом, работал техником и цеховым инженером на Северной судостроительной верфи. В 1928 году переведен на судостроительный завод в Николаеве, начальник цеха с 1930 года, затем — главный инженер завода. По указанию Наркома Г. К. Орджоникидзе в 1936 году направлен во Владивосток на должность главного инженера Дальзавода.
13 мая 1938 года был арестован по обвинению в «участии в антисоветской организации». 18 января 1940 года Особым Совещанием НКВД СССР по ст. 58-1 приговорён к 8 годам ИТЛ. Наказание отбывал в районе Находки и Усольлаге. В 1941 году добровольно ушел на фронт сражаться в составе «штрафного батальона». Был ранен.
С 1946 года работал в Молотовске на заводе № 402: старший строитель, начальник корпусного бюро, зам. главного технолога, главный строитель эсминцев и лёгких крейсеров (с 1952).
В марте 1951 года «за разработку технологии поточно-позиционной постройки кораблей» удостоен Сталинской премии.
17 июля 1956 года определением Военного Трибунала Тихоокеанского флота полностью реабилитирован.
В мае 1957 года за месяц до смерти переведен в Ленинградский ЦНИИ-138. Похоронен на Казанском кладбище в Рыбацком (Санкт-Петербург).

## Память
Документы об обучении К. Н. Кулигина в Политехническом институте хранятся в ЦГА Петербурга.